# 公姓
公姓（公 古音：gong 古红切）是中文姓氏之一，在《百家姓》中排第408位，在现代是极罕见的姓氏。

## 起源
1. 公姓是出自姬姓，以爵为氏。据《通志·氏族略》和《风俗通义》的记载：以爵为氏者，王、公、伯、侯是也。《左传》则说：鲁昭公子，有公衍、公为。其后遂以公为氏。
2. 由公孙、公西、公良等复姓简化而来。

## 外部連結
[在维基数据编辑]
 《百家姓》
 《欽定古今圖書集成·明倫彙編·氏族典·公姓部》，出自陈梦雷《古今圖書集成》